# Pioniermaschine MDK
Die Pioniermaschine MDK (russisch Машина дорожная котлованная МДК – auf Deutsch: Straßengrabenmaschine), auch als MDK-2M Erdfräse bezeichnet, ist ein in der Sowjetunion entwickeltes geländegängiges, ungepanzertes, nicht schwimmfähiges Gleiskettenfahrzeug, das als Pioniermaschine beziehungsweise Erdfräse auf dem Fahrwerk der AT-T aufgebaut wurde. Dabei steht AT-T für russisch артиллерийский тягач — тяжёлый (Artilleriezugmittel – schwer).

## Verwendung
Die MDK-2M wurden zum raschen Ausheben großer Deckungen und zum Ziehen von Panzergräben (Aushubtiefe bis 4,7 Meter und Grabenbreite 3,5–4 Meter) verwendet. Die Maschine erzeugt einen Deckungsgraben für einen Panzer in 10 Minuten und eine manuelle Verfeinerung ist nicht erforderlich. Die für die normale Fahrt auf dem Fahrzeugheck gelagerte Fräse wird für den Fräsvorgang hydraulisch nach hinten abgesenkt.

## Konstruktion
Das Fahrgestell und die Antriebsanlage wurden vom Kampfpanzer T-54 übernommen, jedoch wurde die Wanne gedreht. Motor, Kupplung, Getriebe, Lenkgetriebe und Antriebsräder befinden sich nun im Bug des Fahrzeuges, die Leiträder des Laufwerkes im Heck. Die Kabine für die Besatzung befindet sich ebenfalls im vorderen Teil des Fahrzeuges. Für die Konstruktion wurde das Fahrerhaus der Lkw ZIS-150 bzw. ZIL-164 genutzt. Dabei wurde das ursprüngliche Fahrerhaus verbreitert. Es bot nun Platz für vier Besatzungsmitglieder. Unter der ursprünglichen Motorhaube sind Kühlanlage, Luftfilter und Nebenaggregate angeordnet, der 12-Zylinderdieselmotor W-401 (eine leistungsreduzierte Variante des W-2) befindet sich unterhalb in der Wanne. Das Rollenlaufwerk besteht aus fünf gummibereiften Doppellaufrollen. Die Federung erfolgt über Torsionsstäbe.
Mit den 500 Millimeter breiten Gleisketten wird ein maximaler Bodendruck von 0,652 kg/cm2 erreicht. Die Steigfähigkeit beträgt maximal 40°, die Bodenfreiheit 425 Millimeter. Das Fahrzeug kann bis zu 1,8 Meter breite Gräben überschreiten und ohne Vorbereitung bis zu 1,1 Meter tiefe Gewässer durchfahren.

## Nutzer
Die MDK-2M wurden bei den sowjetischen und russischen Streitkräften, bei der Ungarischen Volksarmee und der NVA der DDR verwendet. Ein ungarisches Exemplar ist im Schweizerischen Militärmuseum Full ausgestellt.